# Najla Saab
Najla Saab, född 1908, död 1971, var en syrisk-libanesisk feminist. Hon nämns en en av den första kvinnorörelsens pionjärer i sitt land. 
Hon nämns som en av den syrisk-libanesiska kvinnorörelsens pionjärer vid sidan av Labibah Thabit, Ibtihaj Kaddoura, Adèle Nakhou, Evelyn Boustros, Rose Shihaa, Laure Tabet och Emily Fares Ibrahim. De tillhörde en grupp bildade sekulära kvinnor som hade fått utbildning av västerländska missionärer och lagt av sig slöjan, och som stödde självständighet från kolonialmakten, men som i likhet med samtida modernistiska arabnationalister menade att en ny självständig nation inte skulle bli framgångsrik om den inte inkluderade kvinnor bland sina aktiva medborgare. 